# Avalon (Artúr-mondakör)

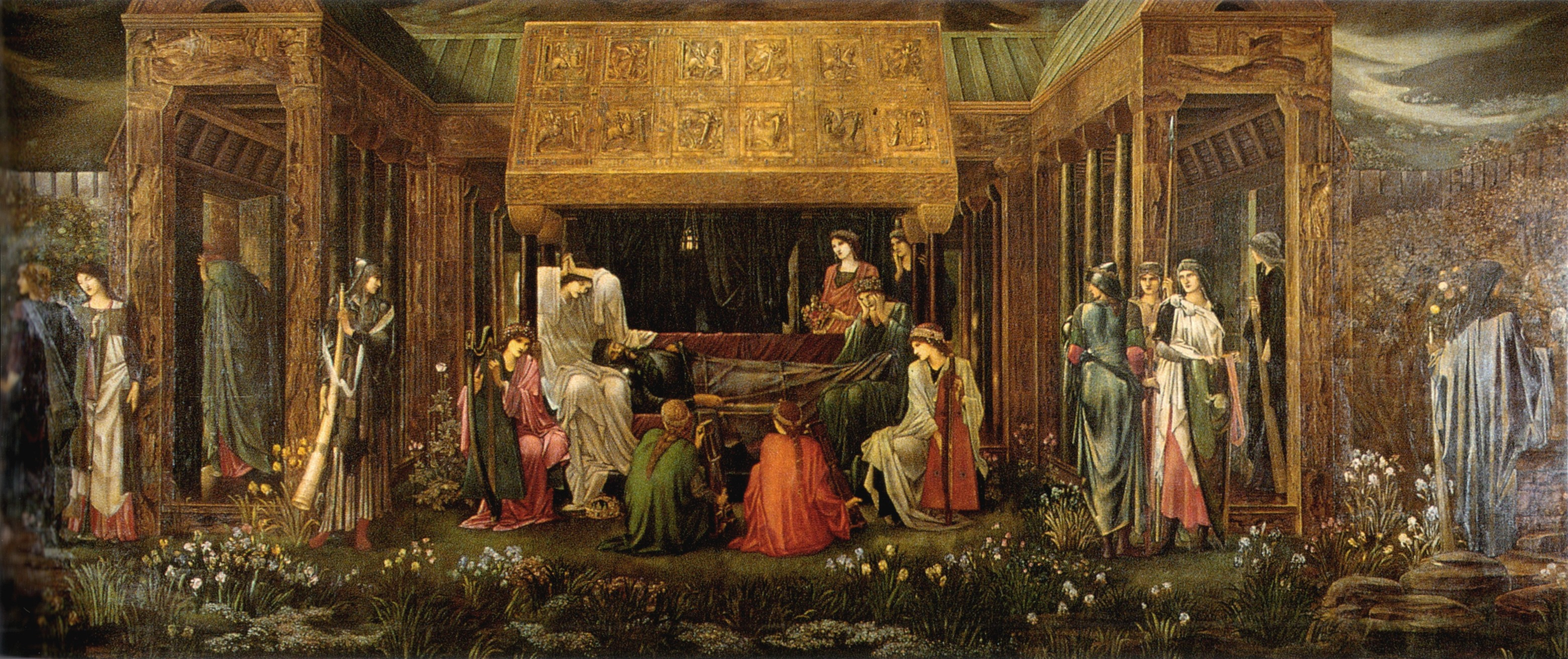
Edward Burne-Jones Artúr végső nyughelye Avalonban című festménye, (1881–1898)

Avalon (néhol Avallon, Avelion illetve Avilion; latinul: Insula Avallonis, ófranciáulː Avalon, walesiül: Ynys Afallon, Ynys Afallach; jelentése magyarulː Az almák (almafák, gyümölcsfák) szigete) Artúr király legendás nyughelye az Artúr-mondakör szerint. Azonosítása mai helyszínnel vitatott. A legtöbb szakértő Camelothoz hasonlóan teljes egészében fiktív helyszínnek tartja.
Más források szerint Avalon eredetileg a kelta mitológia boldog túlvilága, paradicsoma, a tündérek hazája, ahová a legvitézebb harcosok kerültek haláluk után.

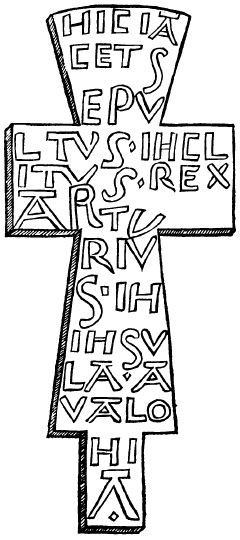
A glastonbury ólomkereszt rajza William Camden Britannia című 1607-ben megjelent művében.

A mondakör abban a kérdésben egységes, hogy Artúr és Mordred a camlanni csatában kölcsönösen halálos sebet ejtett egymáson, és Mordred meghalt. Artúr további sorsával kapcsolatosan azonban különféle változatok ismertek.
Az egyik változat szerint a haldokló Artúrt Avalon szigetére vitték, és ott helyezték végső nyugalomra. Mások szerint viszont nem halt meg, hanem várja, hogy Anglia végveszélyében megmentőként térjen vissza. Ezek szerint Avalon Angliában létezett. És hagyományosan Glastonbury Tort (Glastonbury) azonosítják vele, amely akkoriban valóban egy elmocsarasodott vidék közepén magasodó sziget lehetett.
Más változatokban viszont hajóval szállították valahová nyugatra (mások szerint keletre) a tengeren. Eszerint Avalon Anglián kívül keresendő, és ezzel kapcsolatosan még Szicília is felmerült.
A Glastonbury apátság szerzetesei 1191-ben találtak egy sírt benne egy férfi és egy nő maradványaival, továbbá egy (azóta elveszett) latin betűs felirattal ellátott ólomkeresztet, ami szerint
„Hic jacet sepultus inclitus rex Arturius in insula Avalonia.” azaz
„Itt nyugszik a nagyhírű Artúr király Avalon szigetén”
Ralegh Radford brit régész folytatott ásatásokat a Glastonbury apátság területén.

## Avalon azonosítása mai helyszínekkel

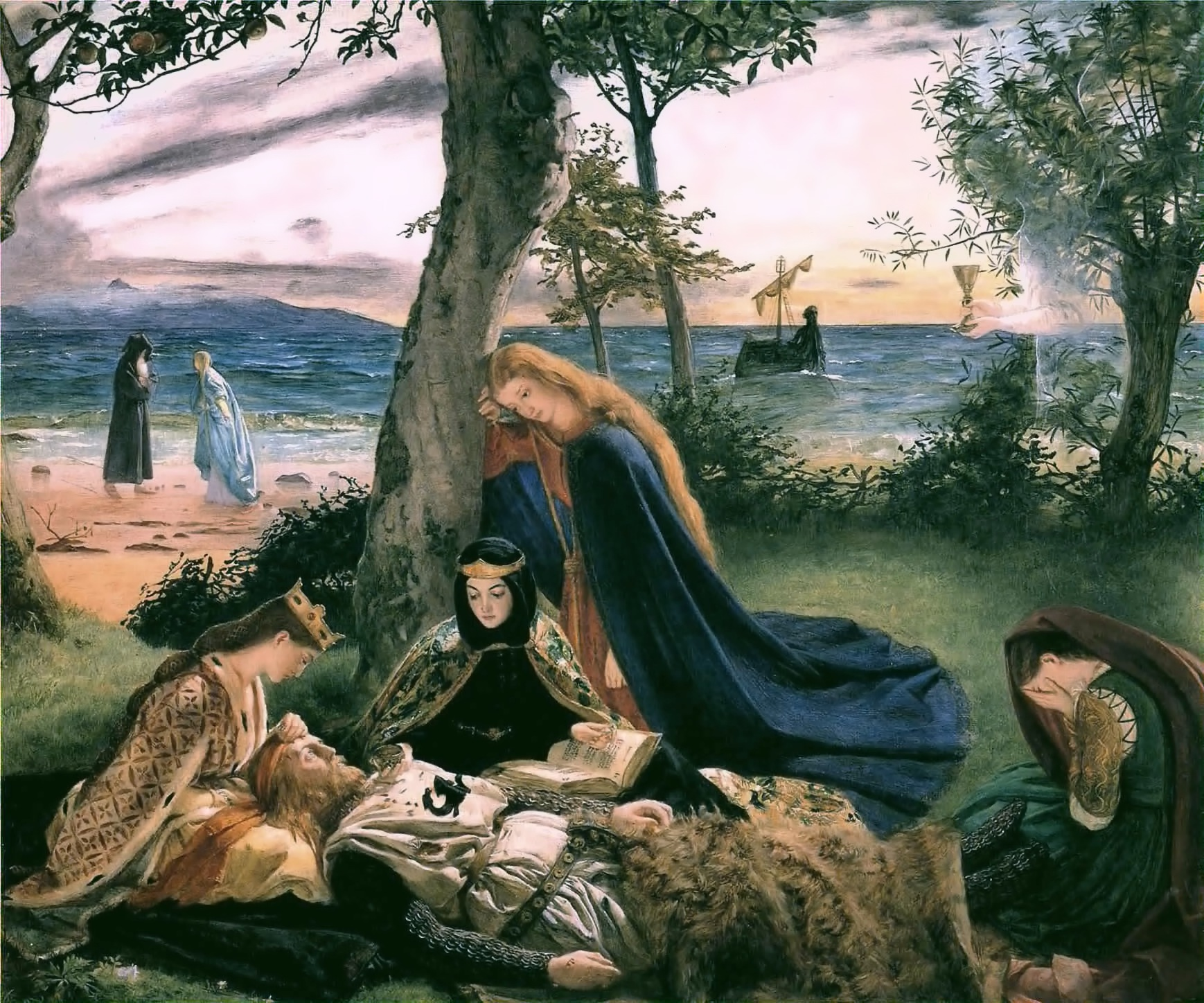
Artúr halála. James Archer Le Morte d'Arthur című festménye (1860)

- Glastonbury (Glastonbury Thor, nem a közeli apátság)
- Szicília
- Arran-sziget Skócia partjainál Laurence Gardner szerint.
- Aval szigete (Ile d'Aval) Lannion közelében Bretagneban.
- Avallon városa Franciaországban.
- Sein-sziget (Île de Sein) Bretagne partjainál.
- Aballava (Avallana) - római erőd Hadrianus falának nyugati végének a közelében (a mai Burgh-by-Sands (Cumbria) mellett).
- Mallorca szigete - Robert Graves szerint
- Grönland esetleg más sziget az Atlanti óceánban.

## Érdekességek
- A gyümölcs vagy konkrétan alma azonosítás bizonytalansága felmerült már a bibliai bűnbeesés, kiűzetés a Paradicsomból története kapcsán is.
- Érdekes, nyilván véletlen kulturális párhuzam, hogy közelebbről meg nem határozható időben, de jóval i. sz. 1000 előtt valamikor egy közép-amerikai uralkodót, Tollaskígyót (Kukulkán, Cuculcan, Quetzalcoatl) elűztek, aki (kígyó, kígyós?) tutajával keletre távozott, és akinek visszatértét megjósolták, éppen a spanyol konkvisztádorok érkezése körülre. Ha mindezt éppen 1000 évre jósolták (bizonytalan), akkor ez körülbelül Artúr ideje körül történhetett.[4] Továbbá Artúr jelvénye, a sárkány a szimbólumot nem ismerő közép-amerikai indián népek számára akár lehetett volna tollaskígyó is. Bár mindez inkább az „alternatív történészek” vesszőparipáira emlékeztet.

## Ismeretterjesztő filmek
- Artúr király Kerekasztala (King Arthur's Round Table Revealed, dokumentumfilm, 2010)
- Mítoszvadászok (Myth Hunters) 2. évad 1. rész, 2012, Artúr király csontjainak nyomában (The search for King Arthur's bones)
- Monumentális történelem (Blowing Up History, Hivatalos eredeti cím: Unearthed) 6. Artúr király vára (Hunt For King Arthur's Castle) című epizód (2. évad), 2016
- Szent helyek (Sacred Sites, francia ismeretterjesztő filmsorozat, 2018, narrátor: Eric Meyers (Csankó Zoltán)) 2. rész: Artúr király (King Arthur)

## Avalon a kultúra egyéb területein
Avalon mint jó hangzású név az Artúr-legendát feldolgozó alkotásokon és újabb földrajzi elnevezéseken (Új-Funland - Avalon félsziget) kívül megjelent egyéb alkotásokban, azok címeiben. Továbbá különféle cégek, termékek fantázianeveiben.
- Roxy Music - Avalon (1982-es albumuk címadó dala)
- A Fedezd fel Forrestert! (Finding Forrester, amerikai filmdráma, 2000) címszereplője,  William Forrester (Sean Connery) író filmbeli regényének címét, az Avalon földjén (Avalon Landing) nevet vette fel egy alternatív rockzenekar.
- Megszólít az éjszaka (The Mothman Prophecies, 16 év, amerikai thriller, 119 perc, 2002, rendezte: Mark Pellington) John Klein (Richard Gere) az Avalon Motelban (Avalon Motor Inn) száll meg Point Pleasant-ben.
- Az ember gyermeke (Children of Men, 16 év, amerikai-angol-japán sci-fi, 109 perc, 2006, rendezte: Alfonso Cuarón P.D. James regényéből) szerepel benne a Rádió Avalon.
- Sherrilyn Kenyon amerikai írónő Kinley MacGregor álnéven írt Lords of Avalon (’Avalon lordjai’) című 2006-ban megjelent sorozatának (9. Sword of Darkness és 10. Knight of Darkness) főszereplői.
- Utazók (Passengers, amerikai sci-fi kalandfilm, 2016, rendezteː Morten Tyldum) Az Avalon nevű luxusűrhajón játszódik.
- A Páncélba zárt szellem című 2017-es sci-fiben Mira Killian őrnagy (Scarlett Johansson) édesanyja az Avalon Apartmanházban[5] (Avalon Apartments) lakik.
- Alan Walker Walkerworld 2.0 című albumában található egy Avalon című zeneszám.[6]